# Günter Brus
Günter Brus (* 27. September 1938 in Ardning in der Steiermark; † 10. Februar 2024 in Graz) war ein österreichischer Aktionskünstler, Maler und Schriftsteller.
Günter Brus war einer der radikalsten Vertreter des Wiener Aktionismus. 1970 wurde er wegen „Herabwürdigung der österreichischen Staatssymbole“ zu sechs Monaten verschärften Arrests verurteilt. Auf dem Katheder im Auditorium maximum der Universität Wien stehend urinierte und defäkierte er unter Absingen der österreichischen Bundeshymne. Das Urteil liegt im mumok Wien auf. Er lebte längere Zeit in West-Berlin im Exil, um der Haftstrafe zu entgehen. Während er in den 1960er Jahren vor allem mit seinen Aktionen Aufsehen erregte, wandte er sich ab Beginn der 1970er Jahre wieder der Zeichnung zu.

## Leben und Werk
Günter Brus wuchs in Mureck auf, besuchte die Kunstgewerbeschule Graz und ging 1956 nach Wien, wo er Malerei studierte und seinen in den nächsten Jahren engsten Freund Alfons Schilling kennenlernte.
Beeindruckt vom deutschen Expressionismus der Jahrhundertwende, von Edvard Munch und Vincent van Gogh, dann auch vom abstrakten Expressionismus und von Künstlern wie z. B. Emilio Vedova, begann er im Herbst 1960 mit einer radikal gestischen, das Bildformat sprengenden Malerei. Brusens Werke aus dieser Zeit sind Versuche, aus dem klassischen Tafelbild auszubrechen. Sein späterer Weggefährte Otto Muehl, der ihn damals kennenlernte, erinnert sich: „Die Farbe war beim Aufschlag aufs Bild manchmal wie eine Bombe explodiert. Das war totaler schöpferischer Exzess. […] Das gesamte Zimmer war mit Farbspritzern bedeckt, auf dem Boden lag der eingetrocknete Farbschlamm zentimeterhoch.“ Noch kurz vor seiner ersten großen Ausstellung zusammen mit Schilling musste er im Mai 1961 zum Militär. Nach Ableistung des Militärdienstes geriet er in eine psychische Krise und begann erst Ende 1962 wieder mit der Arbeit. Brusens Streben aus dem Medium ‚Bild‘ auszubrechen wird deutlicher. Im Folgenden entstehen ‚Raumbilder‘, bei denen die formalen Grenzen der Leinwand keine Rolle mehr spielen.
1964 führte Brus seine erste Performance, Arbeitstitel Ana, durch. Von Beginn an war es für ihn wesentlich, den eigenen Körper ins Zentrum der Aktion zu stellen, und bei der dreiteiligen zweiten Aktion, Handbemalung. Kopfbemalung. Kopfzumalung, einem sich über mehrere Stunden hinziehenden Selbstbemalungsprozess, war er auch mit dem Ablauf zufrieden. Er wandte sich von der Malerei ab und führt zahlreiche Aktionen (Selbstbemalung II, Selbstverstümmelung, Starrkrampf, Transfusion, Tortur) durch. All diese „Aktionen“ sind als Weiterentwicklung der informellen Malerei zu sehen und das Bemalen und Hantieren mit Farben spielen weiterhin eine zentrale Rolle.
1966 entwarfen Brus und Muehl die Idee der Totalaktion als Verbindung der Materialaktion Muehls und der Brus’schen Selbstverstümmelungen. Eine erste Probe wurde beim Destruction in Art Symposium in London gegeben.
1967 setzte er sich in der Arbeit Osmose, Pullover, Einatmen – Ausatmen körpersprachlich mit dem Thema Geburt auseinander und integrierte in seine 23. Aktion seine kleine Tochter Diana. Die Arbeiten von Brus gingen weiter in Richtung totaler Körperanalyse: Er urinierte und defäkierte während der Aktionen, ritzte sich mit Rasierklingen die Haut und masturbierte. Spätestens bei der Aktion Der Staatsbürger Brus betrachtet seinen Körper (1968) wird deutlich, dass die Aktionen auch als Staatskritik gedacht sind. Im selben Jahr kommt es zum Eklat durch eine in die Kunstgeschichte eingehende Veranstaltung, die von den Medien als „Uni-Ferkelei“ tituliert wurde und in deren Folge er gerichtlich verfolgt und verurteilt worden ist und schließlich ins Exil ging. Seine letzte Aktion (Juni 1970), mit der er noch einmal bis an alle körperlichen Grenzen zu gehen versuchte, hieß sinnigerweise Zerreißprobe.
Günter Brus war Teilnehmer der Documenta 5 in Kassel im Jahr 1972 in der Abteilung Individuelle Mythologien und auf der Documenta 6 (1977) und der Documenta 7 im Jahr 1982 als Künstler vertreten.
Brus hatte schon sein gesamtes aktionistisches Werk mit Zeichnungen und Malereien begleitet. Ab 1970 begann er mit dem Roman Irrwisch, der durch zahlreiche Zeichnungen untermauert war und entwickelte daraus neue Möglichkeiten einer Kombination von Literatur und bildender Kunst. Es entstanden Arbeiten, die er Bild-Dichtungen nennt und die einen neuen Abschnitt in Brusens Schaffen eröffnen, deren Frucht das reiche zeichnerische und literarische Werk der 70er und 80er Jahre ist. Für sein Lebenswerk erhielt er 1996 den Großen Österreichischen Staatspreis für Bildende Kunst.
Ab Sommer 2005 war Brus Kolumnist und Zeichner beim österreichischen Monatsmagazin Datum. Er lebte und arbeitete in Graz und auf den Kanarischen Inseln.
Mit einem Sammlungsankauf für die Neue Galerie Graz legte der damalige Kulturreferent der Steiermark, Kurt Flecker, 2008 den Grundstein für ein eigenes Brus-Museum. Das „BRUSEUM“, das am 26. November 2011 am neuen Standort der Neuen Galerie Graz im Joanneumsviertel eröffnete, ist als permanent öffentlichkeitswirksame Ausstellungsstätte konzipiert. Es widmet sich der Bewahrung zentraler Werke des Künstlers sowie der wissenschaftlichen Bearbeitung seines Schaffens.
Eine wesentliche Rolle im Schaffen von Brus hatte seine Ehefrau Anna (1943–2025). In einem Zeitungsinterview erzählte sie 2018, dass sie bei der Aktion „Hochzeit“ von Rudolf Schwarzkogler mitgemacht habe, weil Schwarzkoglers Freundin niemals bereit gewesen wäre, ihre Brüste zu zeigen, und Schwarzkogler zu schüchtern war, um eine Frau zu fragen. Außerdem habe sie einmal in einer Apotheke 40 Präservative für eine Aktion von Hermann Nitsch besorgt, weil Nitsch sich nicht getraut habe, sie selbst zu kaufen. Auch die Apothekenverkäuferin habe es damals nicht gewagt, das Produkt beim Namen zu nennen.
Brus starb am 10. Februar 2024 in Graz im Alter von 85 Jahren.

## Ausstellungen
- 1986: Städtische Galerie im Lenbachhaus und Kunstbau München, Günter brus – Der Überblick, 9. April – 1. Juni 1986
- 1999: Kunsthalle Tübingen, Günter Brus. Leuchtstoffpoesie, 16. Oktober – 12. Dezember 1999.
- 2004: 1Blick. Kunst im Vorhaus, Kratzspuren , 1. Februar – 29. Februar 2004. Hallein, Österreich
- 2016: Martin-Gropius-Bau, Berlin: Günter Brus. Störungszonen.[7] Katalog.
- 2018: Österreichische Galerie Belvedere, Günter Brus. Unruhe nach dem Sturm, 2. Februar – 12. August 2018.
- 2019: W&K – Wienerroither & Kohlbacher, Palais Schönborn-Batthyány: Günter Brus. Die Einsamkeit des Spätklassikers, 24. September – 22. November 2019.
- Dauerhaft: Joanneum, Graz: Bruseum (mit wechselnden Themen).
- 2023: Galerie Petra Seiser, 16. Juni – 10. Juli 2023
- 2023: W&K – Wienerroither & Kohlbacher, Palais Schönborn-Batthyány: Günter Brus. Hommage zum 85. Geburtstag, 21. September – 6. Oktober 2023.

## Literarische Arbeiten
- Irrwisch, Kohlkunst Verlag, Frankfurt am Main 1971; Faksimilierter Reprint der Erstauflage, Ritter Verlag, Klagenfurt/Wien 2000, ISBN 3-85415-267-1.
- Die Geheimnisträger. Roman, Residenz Verlag, Salzburg/Wien 1984, ISBN 3-7017-0379-5.
- Amor und Amok, Residenz Verlag, Salzburg/Wien 1987, ISBN 3-7017-0486-4.
- Morgen des Gehirns, Mittag des Mundes, Abend der Sprache. Schriften 1984–1988, Das Hohe Gebrechen, Hohengebraching 1993, ISBN 3-930112-08-6.
- Die gute alte Zeit, Jung und Jung, Salzburg/Wien 2002, ISBN 3-902144-28-9.
- Nach uns die Malflut! Theoretische Poesien, Ritter Verlag, Klagenfurt/Wien 2003, ISBN 978-3-85415-335-1.
- Das gute alte Wien, Jung und Jung, Salzburg/Wien 2007, ISBN 978-3-902497-21-5.
- Das gute alte West-Berlin, Jung und Jung, Salzburg/Wien 2010, ISBN 978-3-902497-64-2.
- Essigsaure Tonerde. Zartbittere Humoresken, Jung und Jung, Salzburg/Wien 2013, ISBN 978-3-99027-043-1.
- Gedankenblicke. Lyrik nach alter Weise, Jung und Jung, Salzburg/Wien 2016, ISBN 978-3-99027-084-4.
- Von nirgendwo her bis irgendwo hin, Jung und Jung, Salzburg/Wien 2018, ISBN 978-3-99027-221-3.

## Tonträger
- Selten gehörte Musik. Münchner Konzert Mai 1974. 3-LP-Set, Edition Hansjörg Mayer, Stuttgart/London/Reykjavík 1975 (Günter Brus, Hermann Nitsch, Dieter Roth, Gerhard Rühm, Oswald Wiener)
- Selten gehörte Musik. Streichquartett 558171 (Romenthalquartett). 3-LP-Set, Edition Hansjörg Mayer, Stuttgart/London/Reykjavík 1976 (Günter Brus, Hermann Nitsch, Dieter Roth, Gerhard Rühm)
- Selten gehörte Musik. Musica Che Si Ascolta Raramente. Das Berliner Konzert November 1974. 3-LP-Set, Edizioni Morra/Pari e Dispari/Edition Hj Mayer, Reggio Emilia/Neapel/Stuttgart 1977 (Christian Ludwig Attersee, Günter Brus, Hermann Nitsch, Arnulf Rainer, Gerhard Rühm, Dominik Steiger, Oswald Wiener)

## Veröffentlichungen
- Ausstellungskatalog: Günter Brus – Störungszonen.
- VESCON Kunstkatalog 2007 – Kratzspuren. Günter Brus.
- Günter Brus: Leuchtstoff-Poesie und Zeichen-Chirurgie. erschienen anlässlich der Ausstellung „Leuchtstoff-Poesie“ – Bild-Dichtungen 1970–1998; Kunsthalle Tübingen, 16. Oktober – 12. Dezember 1999, Kunsthalle Kiel, 16. Januar – 21. März 2000, Neue Galerie der Stadt Linz, 13. April – 4. Juni 2000 / Günter Brus [Ill.] ISBN 3-7701-5059-7.

## Auszeichnungen
- 1981: Österreichischer Kunstpreis für Bildende Kunst
- 1992: Würdigungspreis des Landes Steiermark für bildende Kunst[8]
- 1996: Großer Österreichischer Staatspreis für Bildende Kunst
- 2004: Oskar-Kokoschka-Preis
- 2013: Großes Goldenes Ehrenzeichen des Landes Steiermark mit dem Stern
- 2018: Ehrenzeichen des Landes Steiermark für Wissenschaft, Forschung und Kunst[9][10][11]
- 2023: Ehrenring der Stadt Graz[12]